# Lijst van voetbalinterlands Finland - Rusland
Deze lijst van voetbalinterlands is een overzicht van alle officiële voetbalwedstrijden tussen de nationale teams van Finland en Rusland. De landen speelden tot op heden zes keer tegen elkaar. De eerste ontmoeting, een kwartfinalewedstrijd bij de Olympische Spelen 1912, werd gespeeld in Stockholm (Zweden) op 30 juni 1912. Het laatste duel, een groepswedstrijd tijdens het Europees kampioenschap voetbal 2020, vond plaats op 16 juni 2021 in Sint-Petersburg.

## Wedstrijden
| № | Plaats          | Datum            | Competitie           | Wedstrijd         | Uitslag |
| - | --------------- | ---------------- | -------------------- | ----------------- | ------- |
| 1 | Stockholm       | 30 juni 1912     | OS 1912              | Rusland – Finland | 1 – 2   |
| 2 | Helsinki        | 16 augustus 1995 | EK 1996 kwalificatie | Finland – Rusland | 0 – 6   |
| 3 | Moskou          | 15 november 1995 | EK 1996 kwalificatie | Rusland – Finland | 3 – 1   |
| 4 | Moskou          | 15 oktober 2008  | WK 2010 kwalificatie | Rusland – Finland | 3 – 0   |
| 5 | Helsinki        | 10 juni 2009     | WK 2010 kwalificatie | Finland – Rusland | 0 – 3   |
| 6 | Sint-Petersburg | 16 juni 2021     | EK 2020              | Finland – Rusland | 0 – 1   |

## Samenvatting
| Competitie        | Totaal gespeeld | Winst Finland | Gelijk | Winst Rusland | Doelsaldo Finland – Rusland |
| ----------------- | --------------- | ------------- | ------ | ------------- | --------------------------- |
| WK-kwalificatie   | 2               | 0             | 0      | 2             | 0 − 6                       |
| EK-eindronde      | 1               | 0             | 0      | 1             | 0 − 1                       |
| EK-kwalificatie   | 2               | 0             | 0      | 2             | 1 − 9                       |
| Olympische Spelen | 1               | 1             | 0      | 0             | 2 − 1                       |
| Totaal            | 6               | 1             | 0      | 5             | 3 − 17                      |

Wedstrijden bepaald door strafschoppen worden, in lijn met de FIFA, als een gelijkspel gerekend.

## Details

### Eerste ontmoeting
| OS 1912 (Stockholm, Zweden, 30 juni 1912): |       |                                |
| Rusland                                    | 1 – 2 | Finland                        |
| Vasiliy Butusov 71'                        | goals | 30' Bror Wiberg 80' Jarl Öhman |

### Tweede ontmoeting
| EK 1996 kwalificatie (Helsinki, Finland, 16 augustus 1995): |       | |
| Finland                                                     | 0 – 6 | Rusland |
|                                                             | goals | 33' Vasili Kulkov 41' Valeri Karpin 43' Dmitri Radtsjenko 49' Vasili Kulkov 66' Igor Kolyvanov 69' Igor Kolyvanov |

### Derde ontmoeting
| EK 1996 kwalificatie (Moskou, Rusland, 15 november 1995):   |       |                  |
| Rusland                                                     | 3 – 1 | Finland          |
| Dmitri Radtsjenko 40' Vasili Kulkov 55' Sergei Kiriakov 70' | goals | 45' Kim Suominen |

### Vierde ontmoeting
| WK 2010 kwalificatie (Moskou, Rusland, 15 oktober 2008):           |       |         |
| Rusland                                                            | 3 – 0 | Finland |
| Petri Pasanen 23' (e.d.) Veli Lampi 65' (e.d.) Andrej Arsjavin 88' | goals |         |

### Vijfde ontmoeting
| WK 2010 kwalificatie (Helsinki, Finland, 10 juni 2009): |       |                                                                         |
| Finland                                                 | 0 – 3 | Rusland                                                                 |
|                                                         | goals | 26' Aleksandr Kerzjakov 53' Aleksandr Kerzjakov 71' Konstantin Zyrjanov |